# 香川県高等学校一覧
| 総数                     | 40校             |
| 国立                     | なし             |
| 公立                     | 30校             |
| 私立                     | 10校             |
| 教育委員会所在地         | 〒760-8582       |
| 香川県高松市天神前6番1号 |                  |
| 公式サイト               | 香川県教育委員会 |

香川県高等学校一覧（かがわけんこうとうがっこういちらん）は、香川県の高等学校の一覧。
香川県における高等学校の学区についても以下に示す。なお高等専門学校など、他の教育機関についてはCategory:香川県の教育などを参照のこと。
香川県の高等学校はすべて男女共学となっている。

## 公立高等学校

赤色が第一学区、青色が第二学区、点線内の地域についてはどちらの学区の高校へも出願可能

香川県内の公立高等学校は県立29校、高松市立1校が設置されている。各高等学校への入学志願に対し、全日制のうち普通科・理数科では志願者は自らの住所に応じて出願を行える高等学校を制限する通学区域（学区）を規定している。大まかには高松市を含めた県内東部（東讃地方）を「第一学区」、県内西部（中讃地方・西讃地方）を「第二学区」と分けられている（#通学区域（学区）参照のこと）。
2007年度入試から、東西二学区制を撤廃、推薦入試では校長推薦を必要としない「自己推薦方式」を導入する改革案を報告書に盛り込むことが決まった。これにより、事実上学区制は、撤廃されることが確実視されていたが、県議会から学区制撤廃について「慎重な取り扱いを求める決議」が全会一致で可決されたため、2007年度からの導入を断念。なお、「自己推薦方式」は、2007年度からの導入が決定された。

### 通学区域（学区）
県立高等学校については「香川県立高等学校の通学区域に関する規則」（1962年（昭和37年）制定）により、「全日制の普通科及び理数科」以外の課程 / 学科では通学区域を県下全域に、「全日制の普通科及び理数科」では第一学区又は第二学区の通学区域を定めている。ただし、中高一貫校への規定があり、併設型中学校（高松北中学校）から併設型高等学校（高松北高等学校）へ進む場合、別学区への出願特例（以下の表にある備考参照）は適用されない。なお、この規定内にて「香川県立高等学校の通学区域」を「学区」としている。
また、高松市立高等学校の通学区域は「高松第一高等学校の通学区域に関する規則」により、「普通科」を下表に示す通学区域、「音楽科」を県下全域としている。
両規則とも同学区内への転入予定者には例外規定がある。
| 設置     | 学区     | 学科                                        | 区域 | 備考                                   |
| -------- | -------- | ------------------------------------------- | --- | -------------------------------------- |
| 県立     | 第一学区 | 全日制の普通科・理数科                      | 高松市、さぬき市、東かがわ市、小豆郡、木田郡、香川郡 | 高松市国分寺町は第二学区も可能。       |
| 県立     | 第二学区 | 全日制の普通科・理数科                      | 丸亀市、坂出市、善通寺市、観音寺市、三豊市、綾歌郡、仲多度郡 | 丸亀市綾歌町と綾川町は第一学区も可能。 |
| 県立     |          | 全日制の普通科・理数科以外、 定時制、通信制 | 県内全域 |                                        |
| 高松市立 | 第一学区 | 普通科                                      | 高松市、丸亀市（綾歌町岡田上、綾歌町岡田下、綾歌町岡田西、綾歌町岡田東、綾歌町栗熊西、綾歌町栗熊東、綾歌町富熊のみ）、さぬき市、東かがわ市、小豆郡、木田郡三木町、香川郡直島町、綾歌郡綾川町 |                                        |
| 高松市立 | 第一学区 | 音楽科                                      | 県内全域 |                                        |

### 第一学区

#### 高松市
- 香川県立高松高等学校
- 香川県立高松東高等学校
- 香川県立高松南高等学校
- 香川県立高松西高等学校
- 香川県立高松北高等学校（併設型中高一貫校）
- 香川県立香川中央高等学校
- 香川県立高松桜井高等学校
- 高松第一高等学校

#### さぬき市
- 香川県立津田高等学校
- 香川県立志度高等学校
- 香川県立石田高等学校

#### 東かがわ市
- 香川県立三本松高等学校

#### 小豆島町
- 香川県立小豆島中央高等学校

### 第二学区

#### 丸亀市
- 香川県立丸亀高等学校
- 香川県立丸亀城西高等学校

#### 坂出市
- 香川県立坂出高等学校

#### 善通寺市
- 香川県立善通寺第一高等学校

#### 観音寺市
- 香川県立観音寺第一高等学校

#### 三豊市
- 香川県立高瀬高等学校

#### 琴平町
- 香川県立琴平高等学校

### 全県学区

#### 高松市
- 香川県立高松工芸高等学校
- 香川県立高松商業高等学校

#### 丸亀市
- 香川県立飯山高等学校

#### 坂出市
- 香川県立坂出商業高等学校
- 香川県立坂出工業高等学校

#### 観音寺市
- 香川県立観音寺総合高等学校

#### さぬき市
- 香川県立石田高等学校
- 香川県立志度高等学校

#### 三豊市
- 香川県立笠田高等学校

#### 三木町
- 香川県立三木高等学校

#### 綾川町
- 香川県立農業経営高等学校

#### 多度津町
- 香川県立多度津高等学校

## 私立高等学校
高松市
- 高松中央高等学校
- 英明高等学校
- 大手前高松高等学校
- 香川誠陵高等学校
- 穴吹学園高等学校（通信制）

丸亀市
- 大手前丸亀高等学校
- 香川県藤井高等学校
- 村上学園高等学校（通信制）

坂出市
- 坂出第一高等学校

善通寺市
- 尽誠学園高等学校

さぬき市
- 寒川高等学校

三豊市
- 四国学院大学香川西高等学校

多度津町
- RITA学園高等学校（通信制）

## 特記事項
- 学校数や県土の広さの割に『広域的な地名＋所在方位名』の校名命名パターンが多く、時に混乱をきたす。
（高松東、高松西、高松北、高松南、香川中央、高松中央）
- 校名に『第一』を含む高校は4校（高松第一、坂出第一、善通寺第一、観音寺第一）存在するが、『第二』以上を含む高校は存在しない。（ただし、過去にさかのぼれば、1948年の新学制実施時から翌年の男女共学化までの間の1年間のみ、高松第二高校が存在し、また1949年から1978年末までは善通寺西高等学校が善通寺第二高等学校だった。）
- 私立校に「○○県」とつく高校があるのは香川県と広島県、山口県、岡山県、千葉県のみ。なお、北海道・宮城県・長野県では「○○県○○高等学校」が県立（北海道の場合は道立に加え一部を除く市町村立も含む）を示すので注意を要する。